# Crambus perlella
Espèce
Le Crambus perlé (Crambus perlella) est une espèce de lépidoptères (papillons) de la famille des Crambidae.